# Lapte
Lapte é uma comuna francesa na região administrativa de Auvérnia-Ródano-Alpes, no departamento de Alto Loire. Estende-se por uma área de 30,75 km². Em 2010 a comuna tinha 1 759 habitantes (densidade: 57,2 hab./km²).